# ジョジアーヌ・バラスコ
ジョジアーヌ・バラスコ（Josiane Balasko, 1950年4月15日 - ）は、フランス・パリ出身の女優、作家、監督である。本名は、Josiane Balaskovic。

## 来歴
ユーゴスラビアから移住してきたクロアチア人の子として生まれた。
1974年から1981年まで舞台や映画で共演していたブリュノ・モワノと暮らしていた。その後、俳優・監督リシャール・ベリーの弟で彫刻家のフィリップ・ベリーとの間に、1983年に娘マリルー・ベリー(女優)を設けた。しかし、1999年に別れ、「アマゾン大漂流」(1999)で共演したアメリカ人俳優ジョージ・アグィラーと2003年に正式に結婚した。

## 主な出演作品
- 1973：L'An 01 (ジャック・ドワイヨン) シネクラブ上映題「西暦01年」
- 1976：The Tenant (ロマン・ポランスキー) VHS題「テナント/恐怖を借りた男」後にDVD発売
- 1977：Nous irons tous au paradis (イヴ・ロベール)
- 1977：Dites-lui que je l'aime (クロード・ミレール) シネクラブ上映題「愛していると伝えて」
- 1978：La Tortue sur le dos (リュック・ベロー) TV5MONDE放映題「亀を背負って」
- 1978：Les Petits Câlins (ジャン＝マリー・ポワレ)
- 1978：『ムッシュとマドモワゼル』 (クロード・ジディ)
- 1978：『レ・ブロンゼ　日焼けした連中』 (パトリス・ルコント)
- 1979：『レ・ブロンゼ/スキーに行く』 (ルコント)
- 1981：Clara et les Chics Types (ジャック・モネ)
- 1981：『海辺のホテルにて』 (アンドレ・テシネ)
- 1982：Le père Noël est une ordure (ポワレ) TV放映及びVHS題「サンタクロースはゲス野郎」
- 1983：Papy fait de la résistance (ポワレ) TV5MONDE放映題「じいちゃんのレジスタンス」
- 1989：『美しすぎて』 Trop belle pour toi (ベルトラン・ブリエ)
- 1994：『他人のそら似』Grosse Fatigue (ミシェル・ブラン)
- 1997：『ディディエ』Didier (アラン・シャバ)
- 1997：『アルレット』Arlette (クロード・ジディ)
- 1999：Le Fils du Français (ジェラール・ロジエ) VHS題「アマゾン大漂流」
- 2001：Un crime au Paradis (ジャン・ベッケル) フランス映画祭上映題及びTV5MONDE放映題「天国で殺しましょう」
- 2002：『ザ・レース』Le Raid (ジャメル・ベンサラ)
- 2004：『マダムと奇人と殺人と』Madame Édouard (ナディーヌ・モンフィス)
- 2005：J'ai vu tuer Ben Barka (セルジュ・ルペロン) マルグリット・デュラス役
- 2006：Les Bronzés 3 (ルコント) DVDスルー題「レ・ブロンゼ／再会と友情に乾杯！」
- 2009：Neuilly sa mère ! (ガブリエル・ジュリアン＝ファレリエール) TV5MONDE放映
- 2011：『理想の出産』Un heureux événement (レミ・ブザンソン)
- 2011：Sport de filles (パトリシア・マジュイ) TV5MONDE放映題「馬の嘶き」
- 2012：Maman (アレクサンドラ・ルクレール) TV5MONDE放映題「ママン」
- 2012：Mes héros (エリック・ベスナール)僕たちのヒーロー」
- 2014：La Loi de Barbara  (ディディエ・ル・ペシュール／TVミニシリーズ) TV5MONDE放映題『女弁護士バルバラ』
- 2018：『15ミニッツ・ウォー』L'intervention (フレッド・グリヴォワ)
- 2018：『グレース・オブ・ゴッド 告発の時』Grâce à Dieu (フランソワ・オゾン)

## 監督作品
- 1985：Sac de nœuds
- 1987：Les Keufs
- 1991：Ma vie est un enfer
- 1995：『彼女の彼は、彼女』Gazon maudit
- 1998：Un grand cri d'amour
- 2005：L'Ex-femme de ma vie
- 2008：Cliente
- 2013：Demi-sœur TV5MONDE放映題「義理の妹」